# Tord Benner
Tord Axel Ingvar Benner, född 16 juni 1907 i Västerås församling, Västmanlands län, död 8 maj 1976 i Eriksfälts församling, Malmöhus län, var en svensk kompositör och musikarrangör.
Tord Benner är begravd på Östra kyrkogården i Västerås.

## Filmmusik
- 1955 – 91 Karlsson rycker in

## Musikarrangör
- 1955 – 91 Karlsson rycker in
- 1951 – Fröken Julie

## Teater

### Roller
| År   | Roll       | Produktion                      | Regi          | Teater   |
| 1950 | Musikanten | Tokiga grevinnan Jean Giraudoux | Olof Molander | Dramaten |